# 新茲納姆揚卡 (卡霍夫卡區)
47°21′22″N 34°13′40″E / 47.35611°N 34.22778°E
新茲納姆揚卡（烏克蘭語：Новознам'янка）是位於烏克蘭南部赫爾松州卡霍夫卡區上羅哈奇克市鎮的村莊。該村始建於1927年，面積0.75平方公里，海拔高度55米，2001年人口244，人口密度每平方公里327.5人。